# メイキング・デンズ
『メイキング・デンズ』（Making Dens）は、イギリスのロックバンド、ミステリー・ジェッツのデビューアルバムである。

## 収録曲
- Introduction （イントロ）
- You Can't Fool Me Dennis （ユー・キャント・フール・ミー・デニス）
- Purple Prose （パープル・プロウズ）
- Soluble In Air （ソリュブル・イン・エアー）
- The Boy Who Run Away （ザ・ボーイ・フー・ラン・アウェイ）
- Summertime Den （サマータイム・デン）
- Horse Drawn Cart （ホース・ドローン・カート）
- Zoo Time （ズー・タイム）
- Little Bag Of Hair （リトル・バッグ・オブ・ヘアー）
- Diamond In The Dark （ダイアモンズ・イン・ザ・ダーク）
- Alas Agnes （アラス・アグネス）
- Making Dens （メイキング・デンズ）
- On My Feet （オン・マイ・フィート）
- The Tale （ザ・テイル）
- You Can't Fool Me Dennis （ユー・キャント・フール・ミー・デニス＜ジャスティス・リミックス＞）

## シングル
- Zoo Time （ズー・タイム）
- On My Feet （オン・マイ・フィート）
- You Can't Fool Me Dennis （ユー・キャント・フール・ミー・デニス）
- Alas Agnes （アラス・アグネス）
- The Boy Who Run Away （ザ・ボーイ・フー・ラン・アウェイ）
- Diamonds in the Dark （ダイアモンズ・イン・ザ・ダーク）